# La maga Circe
La maga Circe è un dramma giocoso per musica in un atto del compositore Pasquale Anfossi.
L'opera fu rappresentata per la prima volta al teatro Valle di Roma nel 1788; è stata riproposta in tempo moderni nel 1988, bicentenario della prima, presso il teatro comunale di Sulmona.

## Discografia
| Anno | Cast (Circe, Lindora, Brunoro, Monsieur Petit, il Barone di Noccasecca)                              | Direttore      | Etichetta   |
| ---- | --- | -------------- | ----------- |
| 1987 | Margaret Barker-Genovesi, Anna Maria Ferrante, Giorgio Gatti, Giuseppe Sabbatini, Roberto Abbondanza | Flavio Colusso | Bongiovanni |